# Ближняя канцелярия
Бли́жняя канцеля́рия — орган административно-финансового контроля над деятельностью государственных учреждений России, созданный Петром I, и существовавший в 1699—1719 году. Являлась канцелярией Боярской думы. Руководил канцелярией генерал-президент, эту должность занимал Никита Зотов.
Открыта была ещё до учреждения Сената в 1705 году при Золотой Думе, вверху, для собрания данных по производству в разных установлениях того времени, в особенности приказах, важнейших государственных дел и для немедленного представления государю справок, когда он таковых потребует.
При самом её открытии ей повелено завести книгу, в которую вносить все состоявшиеся (с 1 января 1705) именные указы. Все важнейшие бумаги главные царские слуги (министры) должны были подписывать в ближней канцелярии, для чего съезжались туда три раза в неделю. В неё должны были поступать из всех губерний ведомости о доходах и расходах. Затем этой же канцелярии Петр поручил ревизию всех денежных счетов и расходов, произведенных присутственными местами. Но средств для выполнения этой важной функции, которую Пётр стремился сделать новою государственною функциею, у ближней канцелярии не было; пришлось обращаться к старому московскому методу: для поверки приходных и расходных книг вызывать из присутственных мест приказов и губерний дьяков.
С проведением реформы государственных установлений, когда дело контроля и ревизии предположено было возложить на Ревизион-коллегию, ближняя канцелярия оказалась излишнею и была упразднена.